# Колесников, Георгий Андреевич
Георгий Андреевич Колесников (укр. Георгій Андрійович Колесников; известен как Григорий Колесник, укр. Григорій Колісник; 18 июля 1937, Запорожье, Днепропетровская область — 22 февраля 2011, Киев) — советский и украинский прозаик.

## Биография
Родился Георгий Андреевич Колесников 18 июля 1937 года в Запорожье в семье рабочего.
В 1960—1963 году учился в Литературном институте. В 1967 году окончил Высшие курсы сценаристов и режиссёров в Москве. В 1970—1990-х годах работал в Киевском НИИ нефти и на киностудии имени Александра Довженко в Киеве. Начал печататься с 1961 года.
Написал роман-дилогию «І день над днями», посвящённую творчеству Николая Васильевича Гоголя и трилогию «З меча і до орала», посвящённую казацкой эпохе XVIII века.
Был членом Национального союза писателей Украины с 1964 года.
Умер 22 февраля 2011 года в Киеве. Похоронен на Байковом кладбище.

## Творчество
- Майва: Повість та оповідання. Киев, 1964
- Під сонцем: Роман, повість. Киев, 1965
- Бескид багрянистий: Роман. Киев, 1967
- Полечко-поле: Повісті. Киев, 1970
- Фавор-гора: Повість. Киев, 1979
- Коли в горах заходять дощі: Роман. Киев, 1978
- Велика твердь: Роман. Киев, 1980
- Світе вольний: Роман. Киев, 1982
- Спогади про майбутнє. Т., 2001

### І день над днями
- Прелюди Гоголя. Киев, 1984
- Осії Гоголя. Киев, 1986

### З меча і до орала
- Полин чорний, мак гіркий: Роман. Киев, 1988
- Мазепа — гетьман: Роман // Дніпро, 1990, №1-2
- Тризана: Роман. Киев, 1995